# Henri François Delaborde
Henri-François Delaborde (21 de diciembre de 1764 – 3 de febrero de 1833) fue un general francés en las guerras revolucionarias francesas y las guerras napoleónicas.

## Carrera temprana
Era hijo de un panadero de Dijon. En 1783, Delaborde se unió al Regimiento de Dragones Condé como soldado raso. Al estallar la Revolución Francesa se incorporó al 1.er Batallón de Voluntarios de la Côte-d'Or, y pasando rápidamente por todos los grados inferiores, fue nombrado géneral de brigada después del combate de Rheinzabern (1793). Como jefe del Estado Mayor, estuvo presente en el sitio de Toulon en el mismo año y ascendió a general de division. Fue, durante un tiempo, gobernador de Córcega.
En 1794 Delaborde sirvió en la guerra de los Pirineos contra España, distinguiéndose en la Valle de Baztan el 25 de julio y en la Orbaizeta el 16 de octubre.
Su siguiente comando fue en el Rin. A la cabeza de una división participó en las célebres campañas de 1795-1797, y en 1796 cubrió el derecho de général de division Jean Victor Marie Moreau cuando este general invadió Baviera en las batallas de Neresheim y Emmendingen. A finales de 1799, Delaborde dirigió una división en acciones en Philippsburg y en la derrota francesa en la batalla de Wiesloch (Batalla de Wiesloch (1799)) como parte del cuerpo de general de división (Claude Lecourbe). En la campaña de 1800 en el sur de Alemania, Delaborde dirigió una pequeña división en el cuerpo de Sainte-Suzanne, que formaba parte del ejército de Moreau.
Delaborde estuvo en constante empleo militar durante el Consulado francés y el Imperio y fue nombrado comendador de la Legión de Honor en 1804.

## Península
En 1807 dirigió una división en la invasión de Portugal con el ejército del General de División Jean-Andoche Junot. Delaborde recibió la dignidad de conde en 1808. Contra el ejército inglés de Sir Arthur Wellesley, luchó en una hábil y brillante acción de retaguardia en la Batalla de Roliça. En la batalla de Vimeiro el 21 de agosto de 1808, fue herido mientras dirigía a sus tropas en un ataque frontal fallido. Comandó una división bajo el mando del Mariscal Nicolas Soult en la batalla de La Coruña, la batalla de Braga en la primera batalla de Oporto campaña y la segunda batalla de Oporto.

## Carrera posterior
En 1812 Delaborde era uno de los comandantes de división del Mariscal Édouard Mortier en la Invasión de Rusia de Napoleón, liderando la Guardia Joven. A principios de diciembre, cuando Napoleón abandonó su Gran Ejército lisiado, Delaborde todavía estaba al lado de Mortier. En 1813, dirigió la 3.ª División de la Guardia Joven hasta que resultó herido en acción en Pirna. Al año siguiente recibió la Gran Cruz de la Legión de Honor y fue gobernador del Castillo de Compiègne. Se unió a Napoleón en los Cien Días y se convirtió en Chambelán y compañero. Marcado para el castigo por los Borbones que regresaban, fue enviado ante un consejo de guerra y sólo escapó de la condena a través de una falla técnica en la redacción del cargo. Pasó el resto de su vida retirado.
Fue el padre del pintor Henri Delaborde.